# Lagunillas (Ovalle, Chile)

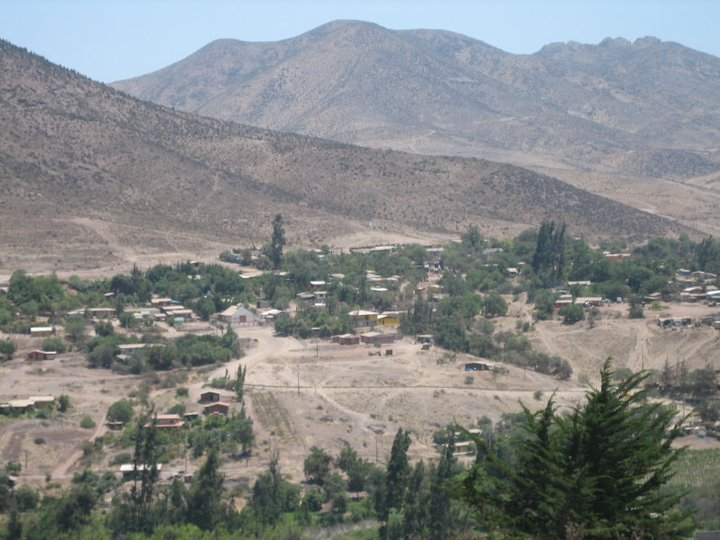
Vista del pueblo desde la carretera

Lagunillas es una localidad perteneciente a la ciudad y comuna de Ovalle, en la Región de Coquimbo, ubicada a unos pocos kilómetros de ésta, por la carretera que se dirige a La Serena, a la salida norte.
El lugar es poco conocido por las personas, pero siempre destacándose por ser un pueblo minero, agricultor, religioso y de gente esforzada.  Lagunillas a pesar de ser un pequeño poblado tiene partes turísticas como: canchas, bosque, santuario y cerros.

## Santuario y Fiesta Religiosa

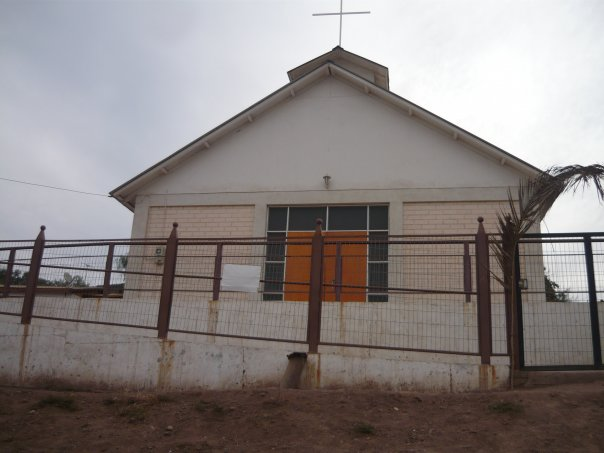
Santuario de Lagunillas en 2009

Años atrás esta comunidad contaba con una capilla que estaba un poco retirada del pueblo, escondida entre los cerros, cerca de la minera que fue lugar de trabajo de los lugareños en tiempos de antaño, pero esta se derrumbó con un terremoto. Tiempo más tarde un miembro de la comunidad donó un terreno donde comenzaron a construir una nueva capilla, pero al morir la dueña del terreno, sus hijos pidieron la devolución del sitio. La comunidad logró recuperar los materiales que se habían usado hasta ese momento, pero ya habían perdido tiempo y recursos. El sueño de tener una iglesia católica parecía derrumbarse.
La fe no decayó y las oraciones fueron escuchadas. La señora Nilda González Maldonado, tenía un sitio y decidió donar una parte del terreno para construir el primer santuario del pueblo. Ella misma llevó a cabo los trámites para que la escritura quedara en nombre del obispado de La Serena y evitar así problemas posteriores.
La comunidad se puso nuevamente en marcha para recaudar fondos organizando varias actividades como bingos, rifas, y completadas. Así comenzaron a construir, trabajando los fines de semana y los tiempos libres, lograron levantar los cementos y los cuatro muros de la iglesia. Pero los recursos eran escasos, para enero de 2007 las ganas de construir seguían pero no había con qué hacerlo. Fue así como Hildegard Cubillos, quien trabaja en el sector, supo del esfuerzo de la comunidad y los contactó con ayuda de la campaña capillas para Chile.
A fines de enero, Christiane Raczynski, directora de AIS Chile, visitó la comunidad y quedó impactada por el ejemplo de fe y constancia: “Por años se reunieron en la sede social del pueblo y aun así lograron mantener viva la fe, hay un gran compromiso de las familias en su totalidad; los adultos, tanto hombres como mujeres participan activamente e incentivan la fe de los jóvenes y niños. AIS no podía quedar indiferente ante esta extraordinaria muestra de amor a Dios”. Sólo el 2006 trece niños y cuatro mamás hicieron la Primera Comunión, además el 2007 doce adultos se prepararon para la confirmación. Se decidió entonces ayudarlos de inmediato y sólo dos semanas después, el 7 de febrero, se dio inicio a la segunda etapa de construcción, que finalizó a finales de abril.

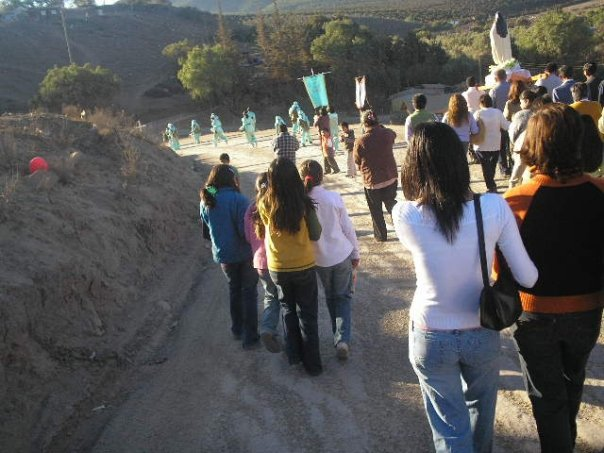
Procesión de Santa Teresa de los Andes en Lagunillas

Actualmente el santuario venera a las sagradas imágenes de Santa Teresa de Los Andes, a quien debe su nombre, y a Nuestra Señora del Rosario de Andacollo. Fecha exacta de celebraciones religiosas no tiene, a pesar de que lleva años con sus festividades en honor a la virgen, siempre se llevan a cabo en el mes de julio, fin de semana próximo a la celebración de Nuestra Señora del Carmen en la localidad de Huamalata. Esta pequeña pero acogedora fiesta se celebra solamente una vez al año y participan principalmente los mismos lugareños del pueblo acompañando durante la solemne procesión por las calles del pueblo a las santísimas imágenes.
La organización de la capilla de Lagunillas se vió en la obligación, como tantas otras, de no llevar a cabo por más de dos años la celebración, producto de la pandemia que perjudicó a nivel mundial y en obediencia a los requisitos del país en aquél entonces.

## Iglesia evangélica
Lagunillas cuenta también con una Iglesia Evangélica Pentecostal, donde cada tarde se reúnen "los hermanos" como son llamados todas las personas que tienen esa religión. Los días domingo se realiza una escuela dominical en la misma iglesia. Para el fallecimiento de una persona evangélica perteneciente a esa iglesia, los hermanos le realizan una especie de misa llamado "responso" ya sea en la casa de la persona o en las dependencias de la iglesia, dependiendo donde lo decida la familia. También a raíz de la pandemia, debieron suspender sus reuniones por un tiempo.

## Cerro de La Cruz
Lagunillas se ubica a los pies de este cerro, cerro principal del pueblo en el cual se enclava en la cima una cruz. La cruz blanca fue en un principio hecha de madera, hasta el año 2022 en que fue instalada una cruz luminosa que se ve desde todo el pueblo en las noches. Este cerro es causal de caminatas que los mismos lugareños suben hasta la cima para contemplar el pueblo.
- Datos: Q16589146